# Jati Sari (Padang Tualang)
Jati Sari is een bestuurslaag in het regentschap Langkat van de provincie Noord-Sumatra, Indonesië. Jati Sari telt 2779 inwoners (volkstelling 2010).